# Neolasioptera quercina
Neolasioptera quercina är en tvåvingeart som först beskrevs av Ephraim Porter Felt 1907.  Neolasioptera quercina ingår i släktet Neolasioptera och familjen gallmyggor.
Artens utbredningsområde är New York. Inga underarter finns listade i Catalogue of Life.